# Arnsgereuth
Arnsgereuth è una frazione del comune tedesco di Saalfeld/Saale, in Turingia.

## Storia
Arnsgereuth costituì un comune autonomo fino al 1º dicembre 2011.